# Salim Boutamine
Salim Boutamine (en arabe : سليم بوطمين) est un footballeur international algérien né le 3 avril 1962 à la Casbah d'Alger. Il évoluait au poste de milieu offensif.

## Biographie

### En club
Salim Boutamine évoluait en première division algérienne avec son club formateur l'USM Alger, puis un bref passage à la JS Kabylie et enfin à l'USM Blida.

### En équipe nationale
Salim Boutamine reçoit deux sélections en équipe d'Algérie. Son premier match a lieu le 20 août 1986, contre l'Indonésie (victoire 0-1).
Son dernier match avec l'Algérie a lieu le 23 août 1986, contre la Malaisie (nul 2-2).

## Palmarès
| USM Alger - Coupe d'Algérie (2) : - Vainqueur : 1980-81 et 1987-88. - Supercoupe d'Algérie : - Finaliste : 1981. - Championnat d'Algérie D2 (1) : - Champion : 1980-81. |  | USM Blida - Championnat d'Algérie D2 (1) : - Champion : 1991-92. |